# Mikhail Nestrujev
Mikhail Nestrujev, född 28 oktober 1968 i Moskva, är en rysk sportskytt.
Han tävlade i olympiska spelen 2000, 2004, samt 2008 och blev olympisk guldmedaljör i pistol vid sommarspelen 2004 i Aten.